# Tetraopidion mucoriferum
Tetraopidion mucoriferum là một loài bọ cánh cứng trong họ Cerambycidae.